# Georges Garvarentz
Georges Diran Garvarentz (tiếng Armenia: Ժորժ Տիրան Կառվարենց, 1 tháng 4, 1932 – 19 tháng 3, 1993) là nhà soạn nhạc người Pháp gốc Armenia, nổi tiếng qua phần nhạc sáng tác cho các xuất phẩm điện ảnh và các bài hát của Charles Aznavour.

## Thiếu thời
Ông sinh ra tại thành phố Athens, Hy Lạp trong một gia đình người Armenia nhập cư. Cha ông là Kevork Garvarentz, làm nghề giáo sư văn chương và nhà thơ và là tác giả của quân ca Armenia.
Năm 1942, cả nhà dời sang sống tại Paris, Pháp; tại đây Garvarentz theo học Nhạc viện Paris.

## Sự nghiệp
Năm 1956, ông quen biết Charles Aznavour và bắt đầu viết phần nhạc cho các bài hát mà Aznavour biểu diễn. Qua hàng chục năm, hai người đã sáng tác trên 100 ca khúc, như "Prends garde à toi" (1956), "Et pourtant" (1962), "Il faut saisir sa chance" (1962), "Retiens la nuit" (1962), "La plus belle pour aller danser" (1964), "Hier encore" (1964), "Paris au mois d'août" ("Paris in August", 1966), "Une vie d'amour" (1980),...
Giai đoạn nửa sau thập niên 1980 cho đến năm 1993 khi Garvarentz qua đời là thời kỳ sáng tác hăng say và bền bỉ nhất của ông và Aznavour. Dù cho Aznavour đã bước sang độ tuổi lục tuần và đã xác lập được chỗ đứng vững chắc trên đỉnh cao danh vọng, nhưng các tác phẩm của họ vẫn không bổ sung cho kho tàng nhạc đương đại và đồng thời không hề thua kém các sáng tác cũ, được Aznavour dùng biểu diễn khắp nơi. Năm 1986 và 1987, lần lượt các album Aznavour 1986: Je bois và Embrasse-moi ra đời, đưa đến với thính giả nhiều bài hát được Aznavour diễn đi diễn lại về sau như 'Je me raccroche à toi", "Je bois", "Les émigrants", "Une idée",... Năm 1991, cặp đôi ra album Aznavour 92 với các bài thành công như "Vous et tu", "Napoli chante" và "La Marguerite". Sản phẩm cộng tác cuối cùng là album Toi et moi ra năm 1994 (phát hành quốc tế với nhan đề You and Me vào năm 1995); trong album này có bài hát cuối cùng Garvarentz cộng tác với Aznavour, đó là bản "Ton doux visage".
Ông kết hôn vào năm 1965 với em gái của Charles Aznavour, là bà Aida Aznavourian.
Georges Garvarentz cũng soạn khoản 150 nhạc nền phim, như Taxi for Tobruk (1961), Tales of Paris (1962), The Devil and the Ten Commandments (1962), Rat Trap (film) (1963), That Man in Istanbul (1965), The Sultans (film) (1966), The Sea Pirate (1966), Triple Cross (1966 film) (1966), The Peking Medallion (1967), Darling Caroline (1968 film) (1968), They Came to Rob Las Vegas (1968), The Southern Star (film) (1969), The Heist (1970 film) (1970), Love Me Strangely (1971), Someone Behind the Door (1971), The Pebbles of Étretat (1972), Murder in a Blue World (1973), Killer Force (1976), Teheran 43 (1981), Hambone and Hillie (1983), Triumphs of a Man Called Horse (1983), Too Scared to Scream (1985), Yiddish Connection (1986), A Star for Two (1991), Catorce estaciones (1991),...
Năm 1979, ông viết nhạc nền cho phim The Golden Lady. Đây là ca khúc hợp soạn giữa ông và ca sĩ chính của nhóm The Three Degrees là Sheila Ferguson.
Ông cũng là tác giả của nhạc kịch hài Deux anges sont venus và của operetta Douchka.

## Giải thưởng
- Giải đặc biệt của hội Chansonnier năm 1964
- Giải Gemini cho nhạc nền xuất sắc nhất (Best Original Music Score - Program or Miniseries) năm 1989[3]